# Pomadasys maculatus
Pomadasys maculatus är en fiskart som först beskrevs av Bloch, 1793.  Pomadasys maculatus ingår i släktet Pomadasys och familjen Haemulidae. IUCN kategoriserar arten globalt som livskraftig. Inga underarter finns listade i Catalogue of Life.